# Ceraso
Ceraso är en ort och kommun i provinsen Salerno i regionen Kampanien i Italien. Kommunen hade 2 310 invånare (2017).